# Campionato asiatico e oceaniano maschile di pallavolo 1989
Il V campionato asiatico e oceaniano maschile di pallavolo si è svolto dal 15 al 24 settembre 1989 a Seul, in Corea del Sud. Al torneo hanno partecipato 19 squadre nazionali asiatiche ed oceaniane e la vittoria finale è andata per la prima volta alla Corea del Sud.

## Gironi
Dopo la prima fase, le prime due classificate del girone A e C hanno acceduto al girone E, mentre le prime due classificate del girone B e D hanno acceduto al girone F, conservando il risultato dello scontro diretto; analogamente la terza e la quarta classificata del girone A e C hanno acceduto al girone G, mentre la terza e la quarta classificata del girone B e D hanno acceduto al girone H, conservando il risultato dello scontro diretto; le ultime classificate di ogni girone, eccetto quella del gruppo D, hanno acceduto al girone per il diciassettesimo posto. Al termine della seconda fase, le prime due classificate dei gironi E e F hanno acceduto alle semifinali per il primo posto, le ultime due classificate dei gironi E e F hanno acceduto alle semifinali per il quinto posto, le prime due classificate dei gironi G e H hanno acceduto alle semifinali per il nono posto, le ultime due classificate dei gironi G e H hanno acceduto alle semifinali per il tredicesimo posto.
| Girone A                                    | Girone B                                                       | Girone C                                | Girone D                         |
| ------------------------------------------- | -------------------------------------------------------------- | --------------------------------------- | -------------------------------- |
| Bahrein Corea del Sud Iraq Nepal Thailandia | Bangladesh Emirati Arabi Uniti Giappone Nuova Zelanda Pakistan | Australia Cina Iran Qatar Taipei cinese | Hong Kong India Kuwait Sri Lanka |

## Fase finale

### Finali 1º e 3º posto
|  | Semifinali    | Semifinali    | Semifinali |          |               | Finale 1º/2º posto | Finale 1º/2º posto | Finale 1º/2º posto |  |
|  |               |               |            |          |               |                    |                    |                    |  |
|  | Corea del Sud | Corea del Sud | 3          |          |               |                    |                    |                    |  |
|  | Corea del Sud | Corea del Sud | 3          |          |               |                    |                    |                    |  |
|  | Pakistan      | Pakistan      | 0          |          |               |                    |                    |                    |  |
|  | Pakistan      | Pakistan      | 0          |          | Corea del Sud | Corea del Sud      | 3                  |                    |  |
|  |               |               |            |          | Corea del Sud | Corea del Sud      | 3                  |                    |  |
|  |               |               | Giappone   | Giappone | 0             |                    |                    |                    |  |
|  | Giappone      | Giappone      | Giappone   | Giappone | 0             | 3                  |                    |                    |  |
|  | Giappone      | Giappone      |            |          |               | 3                  |                    |                    |  |
|  | Cina          | Cina          | 0          |          |               | Finale 3º/4º posto | Finale 3º/4º posto | Finale 3º/4º posto |  |
|  | Cina          | Cina          | 0          |          |               |                    |                    |                    |  |
|  |               |               |            |          |               |                    |                    |                    |  |
|  |               |               |            |          |               | Cina               | Cina               | 3                  |  |
|  |               |               |            |          |               | Cina               | Cina               | 3                  |  |
|  |               |               |            |          |               | Pakistan           | Pakistan           | 2                  |  |

### Finali 5º e 7º posto
|  | Semifinali | Semifinali | Semifinali |       |        | Finale 5º/6º posto | Finale 5º/6º posto | Finale 5º/6º posto |  |
|  |            |            |            |       |        |                    |                    |                    |  |
|  | Kuwait     | Kuwait     | 3          |       |        |                    |                    |                    |  |
|  | Kuwait     | Kuwait     | 3          |       |        |                    |                    |                    |  |
|  | Iraq       | Iraq       | ?          |       |        |                    |                    |                    |  |
|  | Iraq       | Iraq       | ?          |       | Kuwait | Kuwait             | 3                  |                    |  |
|  |            |            |            |       | Kuwait | Kuwait             | 3                  |                    |  |
|  |            |            | India      | India | ?      |                    |                    |                    |  |
|  | India      | India      | India      | India | ?      | 3                  |                    |                    |  |
|  | India      | India      |            |       |        | 3                  |                    |                    |  |
|  | Iran       | Iran       | ?          |       |        | Finale 7º/8º posto | Finale 7º/8º posto | Finale 7º/8º posto |  |
|  | Iran       | Iran       | ?          |       |        |                    |                    |                    |  |
|  |            |            |            |       |        |                    |                    |                    |  |
|  |            |            |            |       |        | Iraq               | Iraq               | 3                  |  |
|  |            |            |            |       |        | Iraq               | Iraq               | 3                  |  |
|  |            |            |            |       |        | Iran               | Iran               | ?                  |  |

### Finali 9º e 11º posto
|  | Semifinali          | Semifinali          | Semifinali |           |               | Finale 9º/10º posto  | Finale 9º/10º posto  | Finale 9º/10º posto  |  |
|  |                     |                     |            |           |               |                      |                      |                      |  |
|  | Taipei cinese       | Taipei cinese       | 3          |           |               |                      |                      |                      |  |
|  | Taipei cinese       | Taipei cinese       | 3          |           |               |                      |                      |                      |  |
|  | Nuova Zelanda       | Nuova Zelanda       | ?          |           |               |                      |                      |                      |  |
|  | Nuova Zelanda       | Nuova Zelanda       | ?          |           | Taipei cinese | Taipei cinese        | 3                    |                      |  |
|  |                     |                     |            |           | Taipei cinese | Taipei cinese        | 3                    |                      |  |
|  |                     |                     | Australia  | Australia | ?             |                      |                      |                      |  |
|  | Australia           | Australia           | Australia  | Australia | ?             | 3                    |                      |                      |  |
|  | Australia           | Australia           |            |           |               | 3                    |                      |                      |  |
|  | Emirati Arabi Uniti | Emirati Arabi Uniti | ?          |           |               | Finale 11º/12º posto | Finale 11º/12º posto | Finale 11º/12º posto |  |
|  | Emirati Arabi Uniti | Emirati Arabi Uniti | ?          |           |               |                      |                      |                      |  |
|  |                     |                     |            |           |               |                      |                      |                      |  |
|  |                     |                     |            |           |               | Emirati Arabi Uniti  | Emirati Arabi Uniti  | 3                    |  |
|  |                     |                     |            |           |               | Emirati Arabi Uniti  | Emirati Arabi Uniti  | 3                    |  |
|  |                     |                     |            |           |               | Nuova Zelanda        | Nuova Zelanda        | ?                    |  |

### Finali 13º e 15º posto
|  | Semifinali | Semifinali | Semifinali |           |           | Finale 13º/14º posto | Finale 13º/14º posto | Finale 13º/14º posto |  |
|  |            |            |            |           |           |                      |                      |                      |  |
|  | Sri Lanka  | Sri Lanka  | 3          |           |           |                      |                      |                      |  |
|  | Sri Lanka  | Sri Lanka  | 3          |           |           |                      |                      |                      |  |
|  | Bahrein    | Bahrein    | ?          |           |           |                      |                      |                      |  |
|  | Bahrein    | Bahrein    | ?          |           | Sri Lanka | Sri Lanka            | 3                    |                      |  |
|  |            |            |            |           | Sri Lanka | Sri Lanka            | 3                    |                      |  |
|  |            |            | Hong Kong  | Hong Kong | ?         |                      |                      |                      |  |
|  | Hong Kong  | Hong Kong  | Hong Kong  | Hong Kong | ?         | 3                    |                      |                      |  |
|  | Hong Kong  | Hong Kong  |            |           |           | 3                    |                      |                      |  |
|  | Thailandia | Thailandia | ?          |           |           | Finale 15º/16º posto | Finale 15º/16º posto | Finale 15º/16º posto |  |
|  | Thailandia | Thailandia | ?          |           |           |                      |                      |                      |  |
|  |            |            |            |           |           |                      |                      |                      |  |
|  |            |            |            |           |           | Thailandia           | Thailandia           | 3                    |  |
|  |            |            |            |           |           | Thailandia           | Thailandia           | 3                    |  |
|  |            |            |            |           |           | Bahrein              | Bahrein              | ?                    |  |

## Classifica finale
| Classifica | Squadre             | Qualificazione                                  |
| ---------- | ------------------- | ----------------------------------------------- |
|            | Corea del Sud       | Coppa del Mondo 1989 - Campionato mondiale 1990 |
|            | Giappone            |                                                 |
|            | Cina                |                                                 |
| 4          | Pakistan            |                                                 |
| 5          | Kuwait              |                                                 |
| 6          | India               |                                                 |
| 7          | Iraq                |                                                 |
| 8          | Iran                |                                                 |
| 9          | Taipei cinese       |                                                 |
| 10         | Australia           |                                                 |
| 11         | Emirati Arabi Uniti |                                                 |
| 12         | Nuova Zelanda       |                                                 |
| 13         | Sri Lanka           |                                                 |
| 14         | Hong Kong           |                                                 |
| 15         | Thailandia          |                                                 |
| 16         | Bahrein             |                                                 |
| 17         | Bangladesh          |                                                 |
| 18         | Nepal               |                                                 |
| 19         | Qatar               |                                                 |